# Amphithéâtre d'El Jem
Vous lisez un « article de qualité » labellisé en 2010.
L'amphithéâtre d'El Jem (arabe : مسرح الجم), aussi appelé Colisée de Thysdrus, est un amphithéâtre romain situé dans l'actuelle ville tunisienne d'El Jem, l'antique Thysdrus de la province romaine d'Afrique.
Construit vraisemblablement vers le premier tiers du IIIe siècle, même si sa datation a fait l'objet de débats, il prend la succession de deux édifices du même genre, dont l'étude a permis d'analyser la genèse de ces constructions monumentales destinées aux loisirs. Il a probablement abrité des combats de gladiateurs ainsi que des courses de chars et autres jeux du cirque, mais surtout des exhibitions de bêtes sauvages et des reconstitutions de chasses aux fauves particulièrement prisées.
Selon Jean-Claude Golvin, l'édifice marque avec quelques autres l'apogée de ce genre de monument, au « terme d'une évolution architecturale étalée sur près de quatre siècles ». Cependant, la situation de Thysdrus, avec ses trois amphithéâtres étudiés scientifiquement, « paraît unique au monde » selon Hédi Slim.
Ce « Grand amphithéâtre », le monument romain le plus célèbre de la Tunisie, est l'amphithéâtre le mieux conservé d'Afrique du Nord. Il a fait l'objet d'un classement au patrimoine mondial de l'Unesco en 1979. L'amphithéâtre accueille chaque année environ 530 000 visiteurs.

## Histoire

### Un édifice qui prend la succession d'édifices précédents

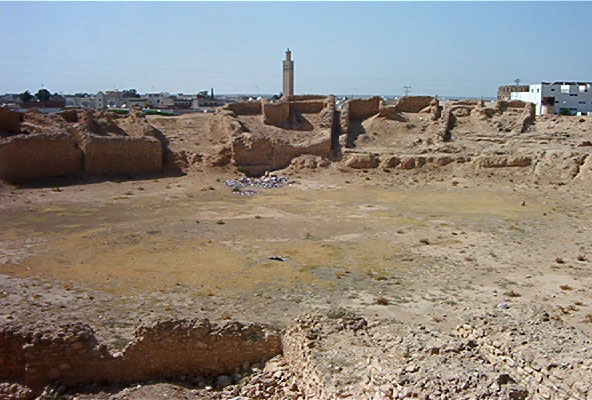
Vue générale de l'arène du site des anciens amphithéâtres.

L'édifice de spectacles est le troisième amphithéâtre construit dans la ville de Thysdrus, cité enrichie « par l'oléiculture et le commerce » ; il en est à la fois le plus abouti et le mieux conservé. La cité est la seule à posséder un tel nombre de vestiges de ce type, permettant ainsi aux spécialistes d'en appréhender l'évolution.
Le second amphithéâtre, dont la présence avait déjà été devinée par Charles Tissot, a été dégagé dans les années 1960, alors que le premier a été mis en évidence grâce à des fouilles menées par Hédi Slim à partir de 1973. Le premier édifice d'une capacité d'accueil de 6 000 spectateurs, a été qualifié de rudimentaire, d'embryonnaire ou de « très ancien ».
Jean-Claude Golvin le date du Ier siècle apr. J.-C. alors qu'il aurait été abandonné dès la fin du même siècle ; il semble donc devoir être rapproché des édifices de l'époque républicaine qui utilisaient la configuration du terrain. Le lieu choisi pour sa construction, qui avait abrité des sépultures à l'époque pré-romaine, est le seul relief naturel de la zone propice à un édifice. Le bâtiment a en effet été taillé dans une colline de tuf sans aucune maçonnerie et avec des formes irrégulières. Les gradins, en nombre restreint, ont été taillés dans la roche et la cavea y a été creusée.
L'arène mesurait 49 mètres sur 40 alors que les gradins, qui semblent s'être érodés assez rapidement, ont été réparés au moyen de briques crues. La présence de l'édifice semble devoir être rapprochée de l'implantation dans la cité d'une communauté italienne férue de spectacles, peut-être d'origine campanienne ou étrusque, ces deux régions étant le berceau des jeux en amphithéâtre. Le deuxième édifice, d'une forme répandue à structure pleine, a été construit sur la même colline que le précédent à la fin du Ier siècle apr. J.-C. ou au IIe siècle, avec cependant une forme plus elliptique du fait d'un remblai placé sur l'arène et les gradins de l'édifice antérieur. Le remblai de l'arène, haut de 2,50 mètres, a permis d'obtenir une forme régulière.

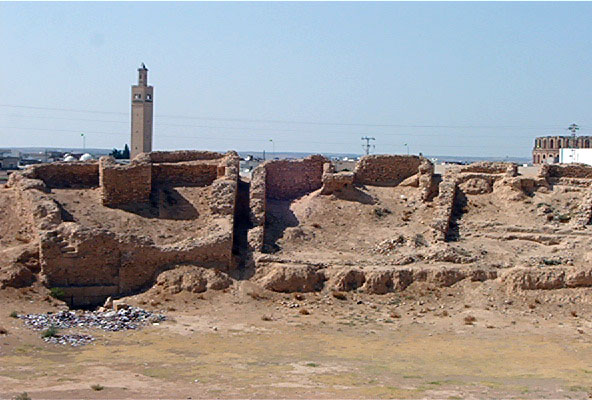
Détail des vestiges des gradins compartimentés du second amphithéâtre.

Les gradins ont été placés dans des compartiments maçonnés, de tailles diverses et séparés par des espaces, pour une capacité d'accueil totale de 7 000 spectateurs. Il semble y avoir eu 24 compartiments dont 16 subsistent dans des états de conservation divers. L'arène mesurait 60 mètres sur 40, pour une taille totale de 92 mètres sur 72. Golvin évoque aussi une loge et une chapelle situées sur l'axe ouest. L'esthétique est absente de la construction mais les améliorations techniques y sont importantes, la rendant plus fonctionnelle.
À l'époque de la dynastie sévérienne, au début du IIIe siècle,, la cité est en forte croissance, du fait d'un commerce florissant de l'huile d'olive et du blé favorisé par une situation au carrefour de routes commerciales. Le deuxième amphithéâtre étant devenu insuffisant, il est remplacé par l'édifice actuel, plus important, construit sur un terrain plat,, méthode également utilisée à Carthage, Nîmes ou Rome. Sa construction serait liée à une manifestation d'évergétisme de l'élite de la cité.
Pour Hédi Slim, son coût tranche avec le peu de traces épigraphiques d'un évergétisme local, notamment en matière d'organisation de jeux. Le côté tardif de la construction a entraîné la correction des problèmes soulevés lors des précédentes édifications, pour davantage de fonctionnalité, et ces innovations ont constitué aussi un facteur de longévité.

### Datation controversée
Le monument, qui figure parmi les mieux conservés de son genre, n'a été que peu étudié. L'exploration récente du monument n'a pas livré d'inscription permettant de dater sa construction. De même, les fouilles archéologiques récentes n'ont pas livré d'éléments précis hormis des tessons d'un type de poterie datable de la première moitié du IIIe siècle. On a considéré de manière hasardeuse, car non corroborée par des éléments tangibles, que l'édifice aurait été construit en 238 apr. J.-C. en relation avec la révolution de cette année-là, ou sous le proconsulat de Gordien devenu empereur romain en avril de la même année. On place généralement sa date de construction entre 230 et 250, durant la période de l'anarchie militaire, mais des études anciennes l'ont avancée sous le règne des Antonins voire à la fin de l'empire.
Le coût du mode de construction en pierre de taille ainsi que le besoin en nombre de places de spectateurs semblent cependant la placer de façon assurée pendant l'apogée de la cité, à la fin du IIe siècle apr. J.-C. et au début du IIIe siècle, sous la dynastie des Sévères. Alexandre Lézine suivi par Golvin propose une fourchette de datation plus étroite, de 230 à 238, avec un inachèvement lié aux événements de cette dernière année.
Hédi Slim se pose pour sa part en partisan d'un achèvement du chantier.

### De la fin de l'Antiquité au Moyen Âge
Bien que la ville soit supplantée peu à peu par Sufetula comme capitale économique de la région et que les routes commerciales s'en détournent peu à peu, Thysdrus continue à jouer un rôle militaire du fait de la transformation en forteresse de la bâtisse. Les fouilles archéologiques ont pu dater l'abandon de l'amphithéâtre de la seconde moitié du Ve siècle, donnant une durée d'activité approximative de deux siècles.

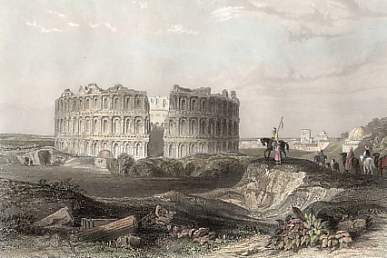
Édifice sur une gravure de 1843, illustrant la vision romantique qui fut longtemps celle des visiteurs du site.

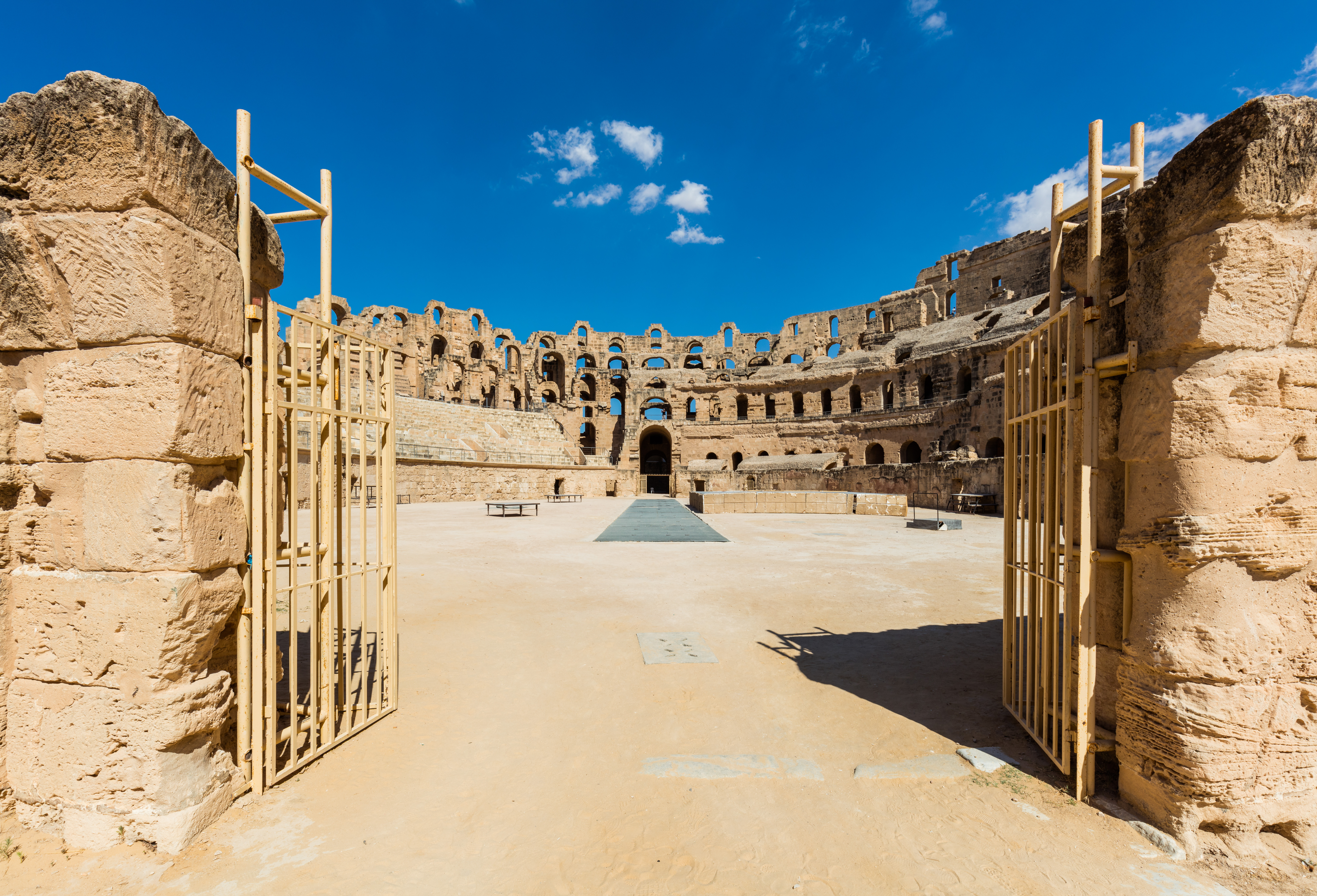
Percée dans l'enceinte.

Dès l'époque byzantine, l'amphithéâtre est devenu une forteresse et un lieu de refuge ; cela est attesté en 647 après la défaite byzantine de Sbeïtla face aux armées arabes. La transformation s'est opérée en bouchant les arcades du rez-de-chaussée et en aménageant d'autres installations dont une tour qui a été retrouvée lors des fouilles récentes. Le monument est parfois appelé « ksar de la Kahena », du nom d'une princesse berbère du VIIe siècle qui a rassemblé les tribus pour repousser l'avancée de l'envahisseur musulman. Vaincue et traquée, elle se réfugie avec ses partisans dans l'amphithéâtre et y résiste durant quatre ans. Selon la légende, elle aurait été trahie par son jeune amant, qui l'aurait poignardée avant d'envoyer sa tête embaumée au chef des armées arabes. L'édifice est cité par Al-Bakri, au XIe siècle, et par At-Tijani, qui laissent tous deux entendre qu'il offrait une protection efficace, ce qui est difficilement conciliable avec l'état des ruines.
La disparition des gradins et des éléments du dernier étage aurait donc été postérieure et progressive. La ruine du monument a entraîné un dépôt considérable de déblais, d'une hauteur variant de 1,50 à trois voire quatre mètres.

### Époque moderne
Malgré une destruction partielle due à l'utilisation de ses pierres pour la construction de la ville d'El Jem, le troisième amphithéâtre est encore remarquablement bien conservé et on suppose qu'il est resté entier jusqu'au XVIIe siècle. Le voyageur Victor Guérin précise dans son récit que « c'est vers 1695, d'après la tradition arabe, que l'on commença à démolir la façade extérieure, jusque-là demeurée à peu près intacte ».

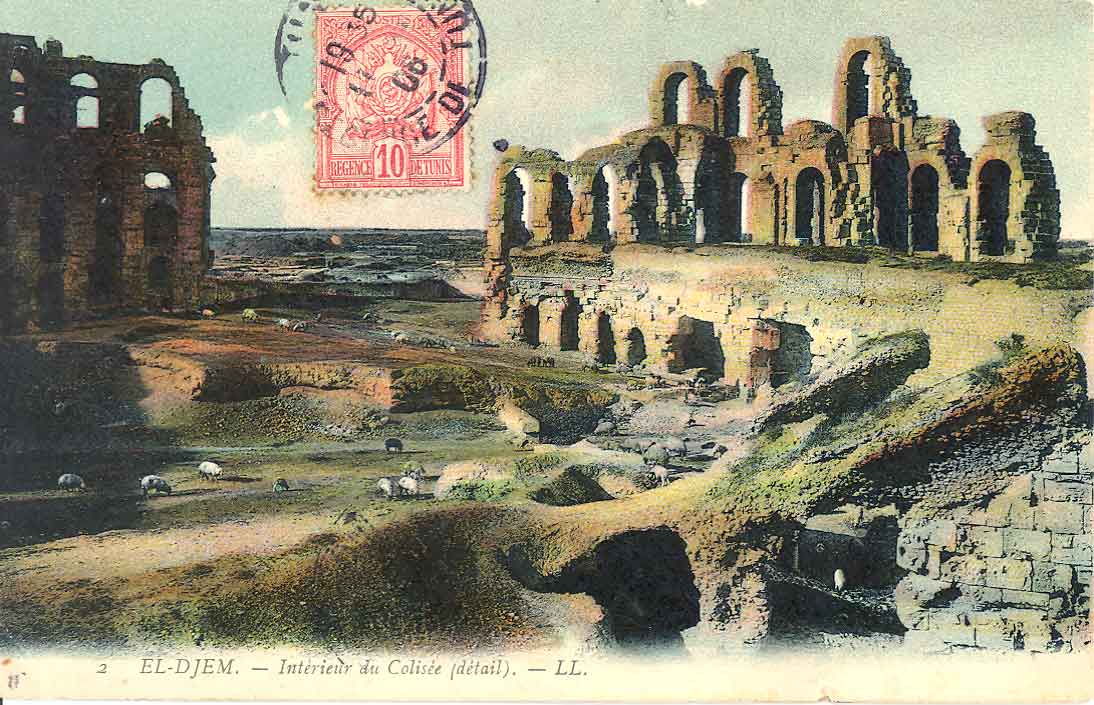
Carte postale montrant l'amphithéâtre vers 1900 avec les épais remblais ayant comblé l'intérieur du monument.

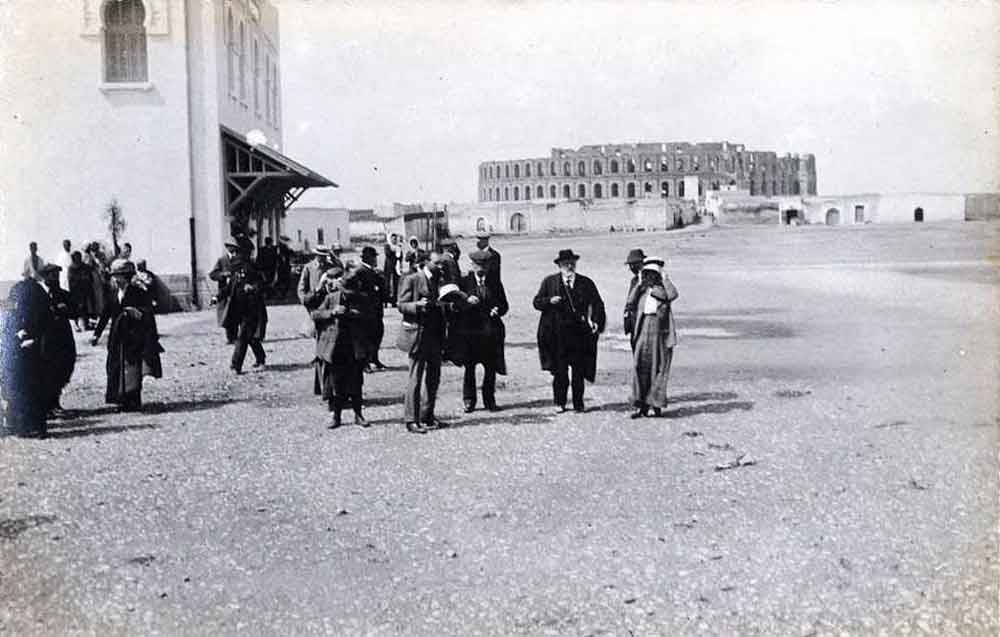
Visiteurs déambulant au début du XXe siècle.

Le pouvoir beylical aurait maté à cette date une révolte d'origine fiscale et créé des brèches à coup de canon afin d'empêcher que le site ne serve de refuge aux populations locales. Le lieu a néanmoins été encore utilisé à cette fin au milieu du XIXe siècle lors d'une dernière révolte. Après de nouvelles dégradations, les populations puisent largement dans les ruines.
Le site fait l'objet de visites dès le XVIIe siècle et surtout au XIXe siècle, puis ce mouvement s'amplifie avec la mise en place d'une protection des vestiges. Des restaurations ont lieu dans la première moitié du XXe siècle, sur la partie de la façade détruite, tout comme le dégagement de l'arène et des espaces souterrains. Le tourisme prend de l'ampleur au XXe siècle, pour arriver à environ 530 000 visiteurs annuels en 2008, ce qui en fait le second site le plus visité en Tunisie.

### Époque contemporaine

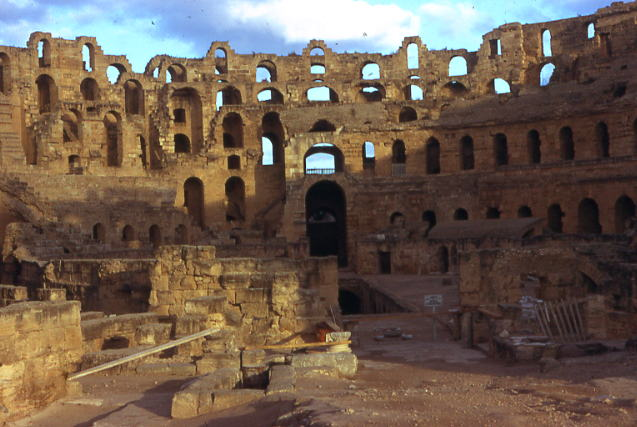
Vue de l'édifice en 1975, peu d'années après le début de la campagne d'étude et de restauration du monument menée en particulier par l'INAA.

Le site est inscrit au patrimoine mondial de l'Unesco en 1979. L'inégal état de conservation du matériau de construction ainsi que des chutes de pierres voire de voûtes ont rendu nécessaire une campagne de consolidation et de restauration financée par le gouvernement tunisien et une fondation privée. La consolidation a permis d'éviter les nouvelles chutes de pierres et de prélever les parties irrémédiablement endommagées. La restauration, au moyen de matériaux prélevés dans les remblais de démolition dégagés, a eu pour objet, outre la préservation du monument, de l'ouvrir davantage à la visite de la façon la plus pédagogique possible. L'un des moyens pour cette accessibilité accrue a été la restitution de voûtes et d'escaliers.

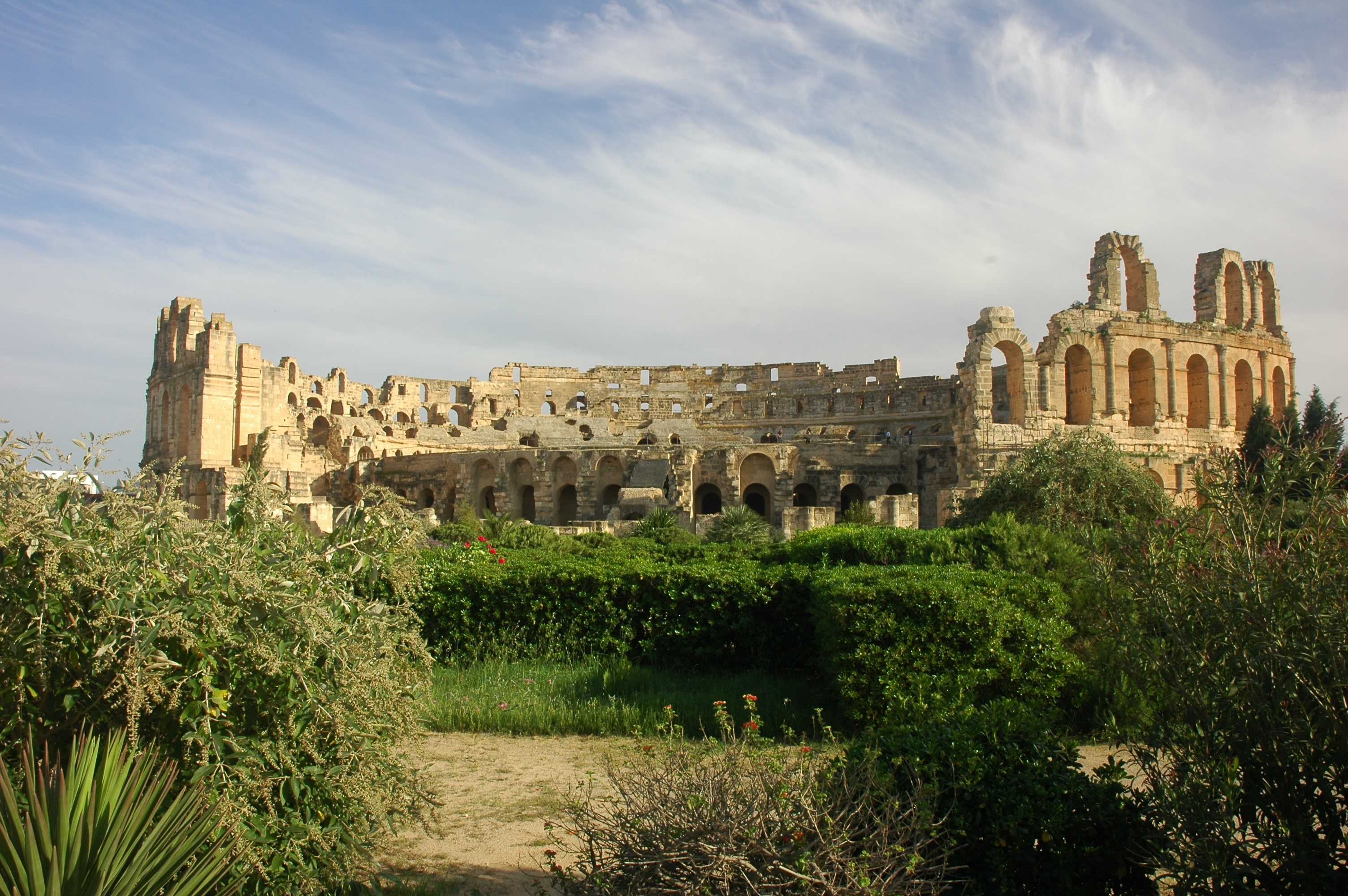
Vue vers l'amphithéâtre depuis l'espace à l'aménagement paysager.

La remise en état de gradins destinés à 500 spectateurs permet en outre de « contribuer à la réanimation culturelle de l'édifice » selon Hédi Slim. Les travaux de reconstitution de piliers ont aussi aidé à reconstituer la forme elliptique de la construction. La campagne a également permis de compléter la connaissance du monument, notamment le système de récupération des eaux pluviales et les fondations. On a par ailleurs mis au jour de nombreux fragments des gradins dans l'arène.
En raison des différences de niveau entre la ville contemporaine et l'édifice, son environnement immédiat a été aménagé à la fois par des moyens végétaux et minéraux.
Du fait de sa bonne acoustique et des restaurations effectuées, l'amphithéâtre accueille chaque été depuis 1985 le Festival international de musique symphonique d'El Jem.
En novembre 2019 débutent des travaux de restauration, un chantier réalisé grâce à un financement de 430 000 dollars (1,227 million de dinars tunisiens) du Fonds des ambassadeurs pour la préservation culturelle, initié par l'ambassade des États-Unis, auquel le ministère tunisien des Affaires culturelles ajoute une aide d'un million de dinars.

## Architecture

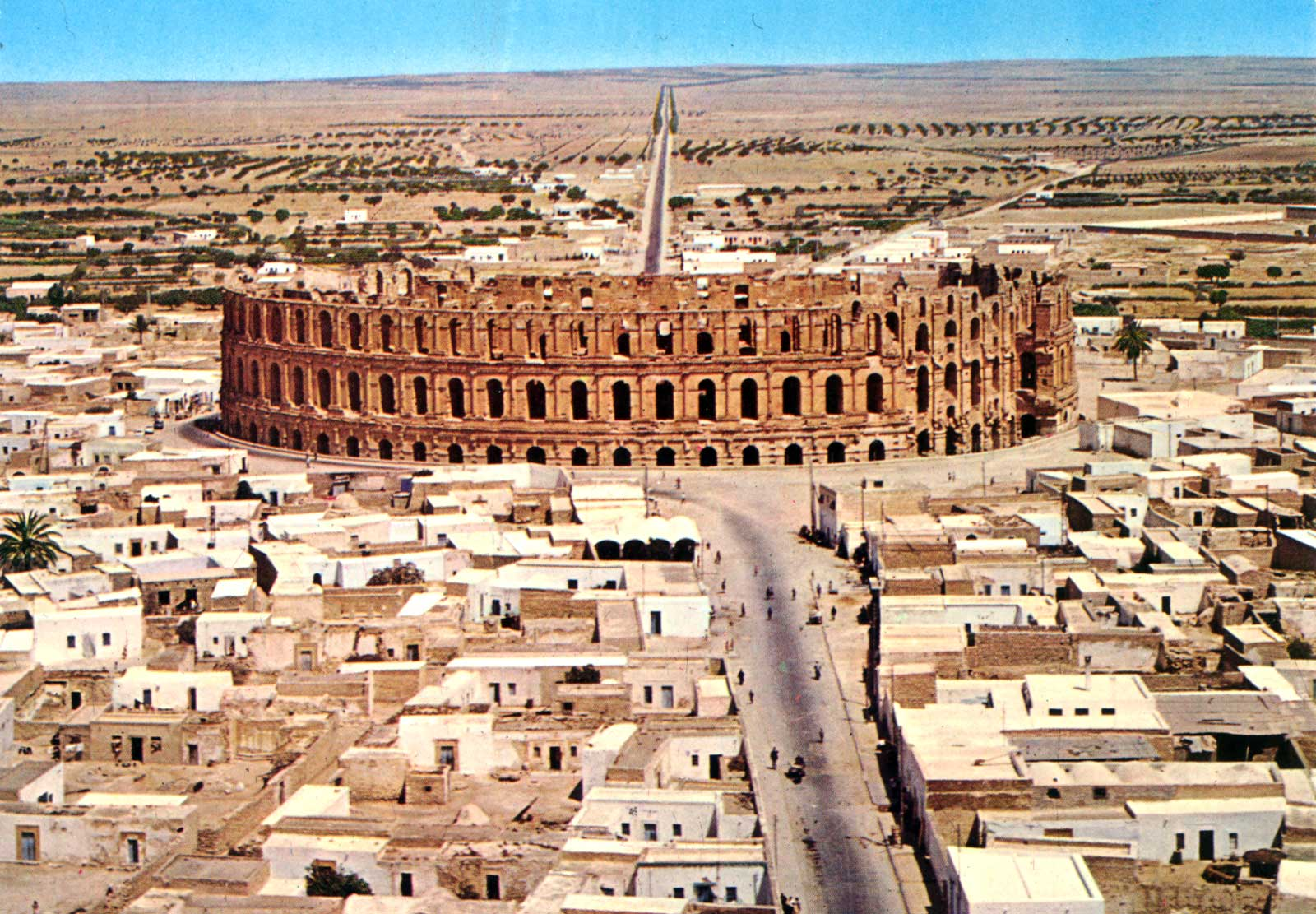
Vue d'avion de l'amphithéâtre se détachant nettement des constructions environnantes et du paysage vers 1960.

En raison de sa situation « au milieu des immensités steppiques plus ou moins nues » (Hédi Slim), l'amphithéâtre impressionne non seulement par son aspect massif mais aussi par la beauté de la patine de ses murs,. Il est construit sur un terrain plat au nord du site de la cité antique.
En l'absence de calcaire dans cette région de Tunisie, les murs et supports du grand amphithéâtre ont été construits en grès dunaire, matériau facile à tailler provenant des carrières côtières de Rejiche-Salakta situées à une trentaine de kilomètres,. L'édifice est le seul du monde romain à avoir été bâti en pierre de taille et la seule construction de la cité bâtie avec ce matériau, signe du prestige lié au monument. Le matériau, blanc au moment de son extraction, est devenu ocre avec le temps. Toutefois, la pierre utilisée, peu résistante, est sensible à l'érosion et à l'usure.
Cette fragilité de la pierre est selon Golvin une explication à l'épaisseur des murs et donc au côté massif du bâtiment. Les fouilles des fondations ont pu déterminer que le site avait été utilisé pour tailler sur place une grande partie de ses éléments dont ceux du décor. La taille précise de découpe des blocs est responsable de choix esthétiques, en particulier pour les voussoirs qui ont ici un angle rentrant alors qu'ils sont ailleurs fréquemment d'angle saillant.
En dépit d'éléments de décor inachevés, les traces de restauration antique démontrent que le monument a été utilisé. Les voûtes ont été bâties pour leur part en moellons alors que la brique a été utilisée largement dans d'autres constructions du même type. Ce mode de construction en fait un édifice spécifiquement africain.

### Dimensions

Plan du rez-de-chaussée et coupe de l'amphithéâtre.

La forme générale de l'édifice est celle d'une ellipse dont les axes mesurent 148 et 122 mètres ; les axes de l'arène mesurent respectivement 65 et 39 mètres, son périmètre se monte à 427 mètres. La construction avait une hauteur de 36 mètres.
L'unité de mesure utilisée par les bâtisseurs est la coudée punique, d'une longueur d'environ 50 centimètres, « préférée comme souvent par les maçons du pays au pied romain ». La capacité d'origine est estimée selon Ammar Mahjoubi à 27 000 places et entre 27 000 et 30 000 selon Hédi Slim. Golvin évoque pour sa part une capacité d'accueil de 45 000 spectateurs.
De ce fait, il est souvent considéré, en particulier par Slim, comme le troisième plus grand amphithéâtre du monde romain après le Colisée et celui de Capoue, bien que ceux de Vérone, Carthage ou Pouzzoles reçoivent aussi ce titre. L'importance de l'édifice peut s'expliquer en partie par le fait que Thysdrus était siège de conventus et donc susceptible de recevoir une population nombreuse quand le gouverneur venait y siéger.

### Extérieur
La façade comportait 64 arcades sur trois étages, avec utilisation de l'ordre corinthien au rez-de-chaussée et au troisième niveau, et de l'ordre composite au second, ce qui le différencie du Colisée dans lequel les ordres se succèdent différemment (dorique, ionique, corinthien) et contribue à démontrer la personnalité africaine de l'édifice. Du fait de la faible résistance à l'écrasement du matériau de construction, l'épaisseur du mur est de 4,56 mètres et contribue au caractère massif de l'édifice.

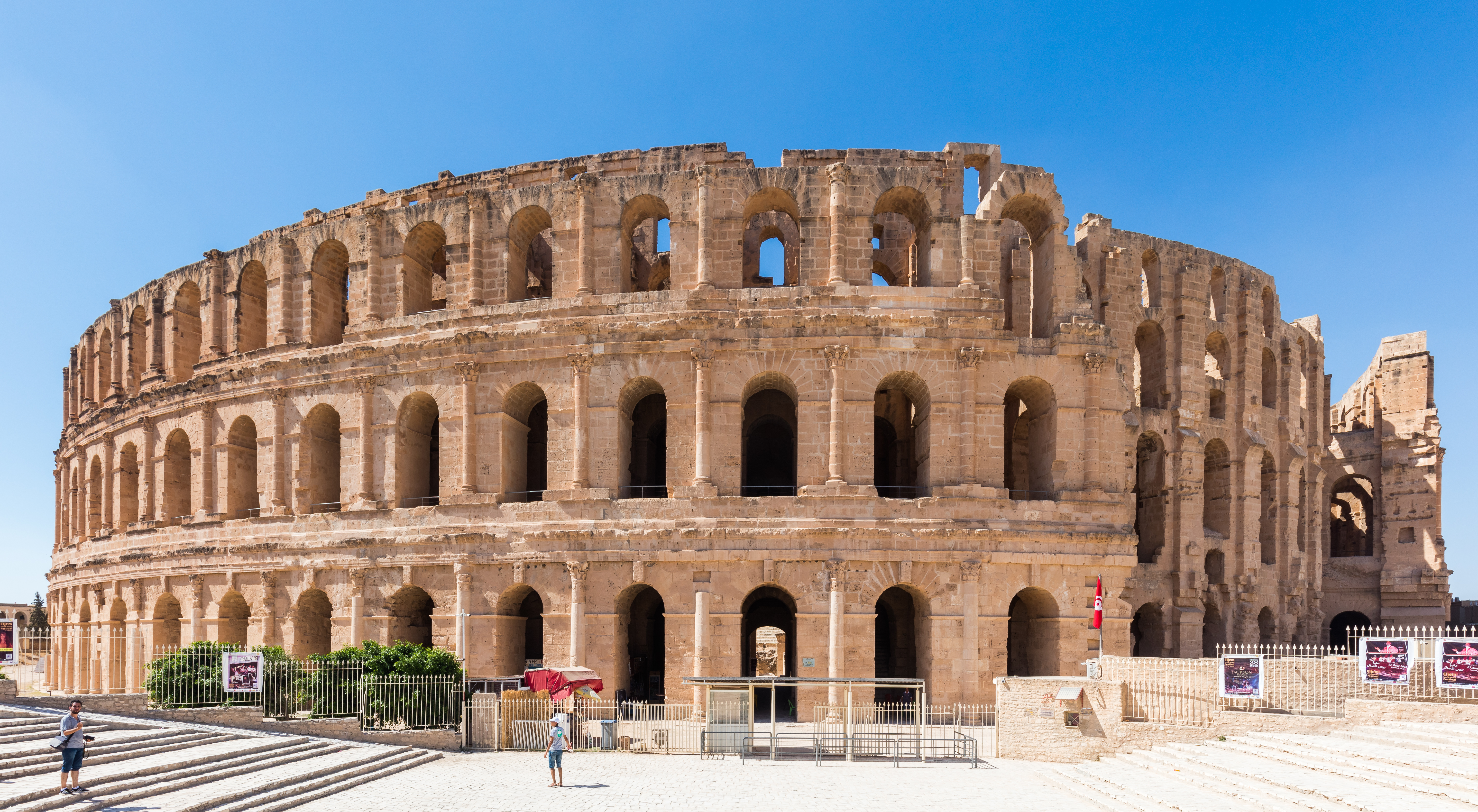
Vue extérieure de l'amphithéâtre avec les trois niveaux de galeries et les deux ordres utilisés.

L'amphithéâtre d'El Jem est le seul au monde, avec le Colisée de Rome, à posséder encore une façade intacte à trois niveaux de galeries en dépit de la perte de son attique,. Ce dernier niveau a été perdu mais devait s'apparenter à la situation du dernier niveau du Colisée avec un élément plein et des éléments de décor dont des pilastres. En outre, les recherches n'ont pas encore mis en évidence la présence d'un velum, même si Golvin considère pour sa part qu'il est probable que la construction en ait possédé un du fait du climat local chaud.
Le raccourcissement du podium et une accentuation de la pente des gradins ont permis de réduire les angles morts. L'épaisseur des murs et des piles et la faible saillie des entablements participent à cette impression de masse, par une prédominance des pleins sur les vides dans la façade, au contraire du Colisée de Rome où cette proportion est inversée. Cette dominante est accentuée davantage du fait de l'usage du grand appareil dans la construction.

### Intérieur

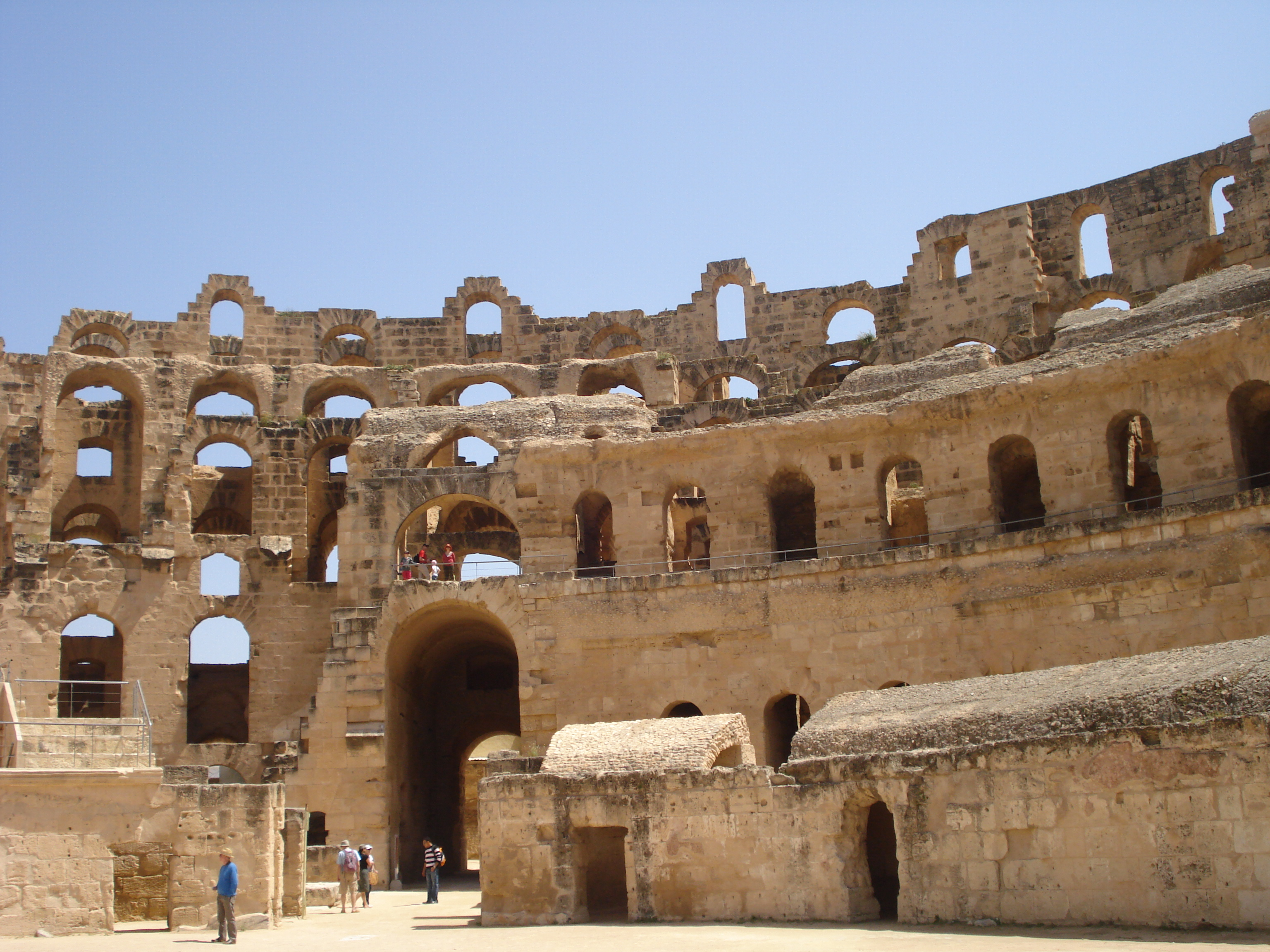
Vue de l'amphithéâtre prise de l'arène, en direction de l'un des axes principaux et avec vue sur le podium percé de portes qui sépare l'espace des spectateurs de l'arène.

Les gradins de pierre de la cavea sont les éléments qui ont le plus souffert des déprédations du temps, même s'ils sont encore en bon état de conservation au XIe siècle lorsqu'Al-Bakri les décrit. Ils mesuraient environ quarante centimètres de haut pour soixante centimètres de large.
Divisée en trois sections, la section la plus proche de l'arène en était séparée par un podium haut de 3,50 mètres et large de 90 centimètres, bâti en grand appareil sur sept rangs, avec un décor peint géométrique qui imitait le marbre. Sous ces derniers court un couloir de service en forme d'anneau qui communique avec l'arène par six portes.
Dans l'axe principal du monument, une série de quatre pièces en forme de trapèze et au sol mosaïqué principalement orné de losanges et entrelacs ont été identifiées comme des lieux de culte disposant de niches abritant des statues cultuelles aux divinités indéterminées ; certains auteurs considèrent qu'elles étaient probablement liées aux sodalités locales. L'une des pièces a été identifiée comme consacrée au culte impérial.
Les aménagements intérieurs, dont les accès et les évacuations, semblent davantage élaborés ici que dans d'autres monuments du même type.

### Arène et partie souterraine

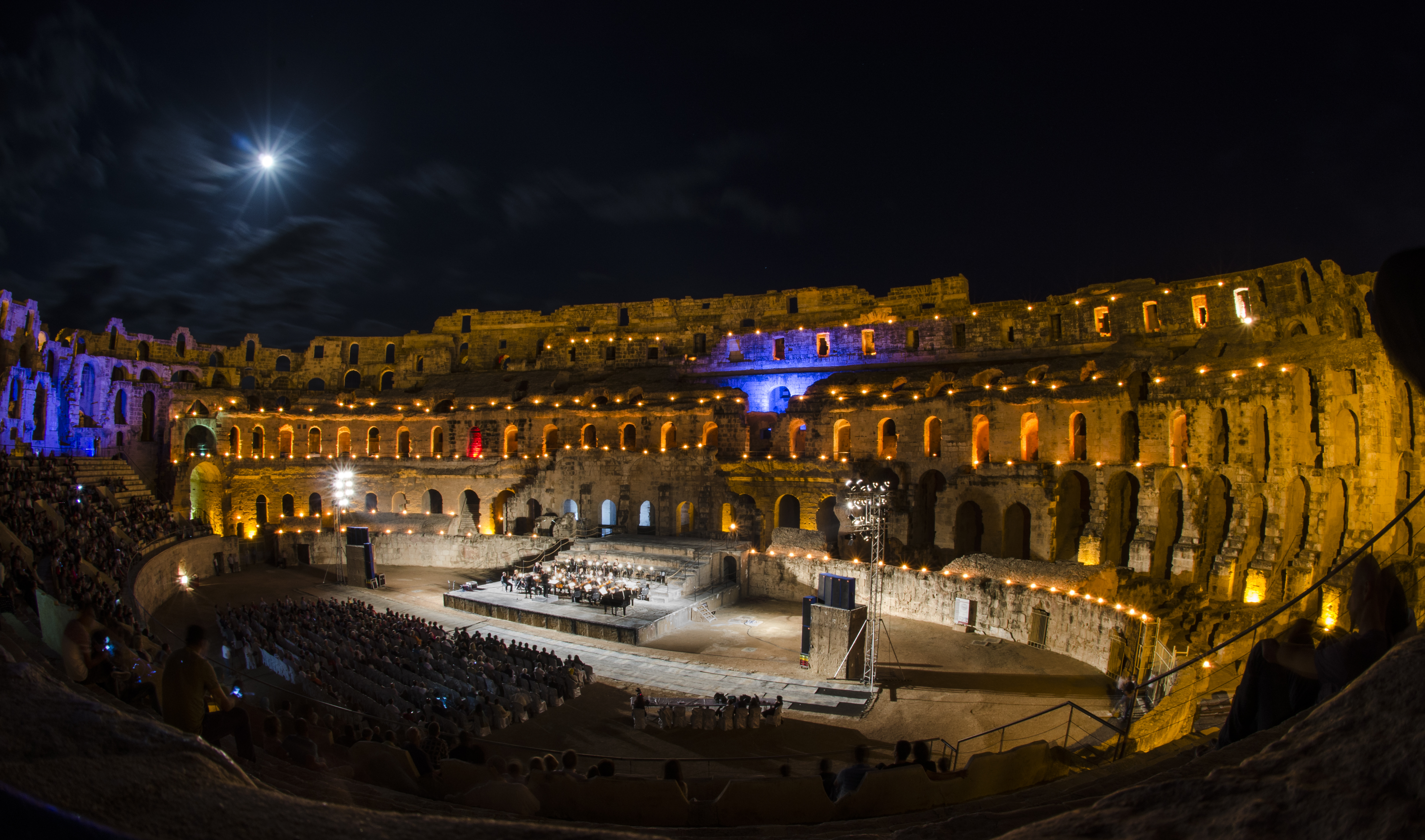
Arène vue de nuit.

L'arène et ses annexes sont très bien conservées. La première possède encore son mur de podium de 3,50 mètres de hauteur. Les deux portes principales de 4,50 mètres de large, dont le seuil est conservé, permettaient l'accès des divers protagonistes.

Plan et coupe des sous-sols de l'amphithéâtre.

À la différence de la plupart des autres amphithéâtres, pour lesquels les animaux étaient installés sous le podium puis dans le sous-sol de l'arène creusé ultérieurement, le plan d'origine avait conçu les aménagements souterrains comme une partie intégrante de l'édifice. Ils sont constitués de deux galeries creusées à 3,90 mètres de profondeur, se coupant à angle droit. Les extrémités du petit axe, large de sept mètres, conduisent aux escaliers permettant d'accéder au rez-de-chaussée. Il est également doté de deux ouvertures qui permettaient de hisser la cage des fauves à l'aide de treuils,. Ces monte-charges servaient également à la mise en scène des spectacles, les apparitions d'animaux suscitant la surprise des spectateurs.

Vue complète de l'arène.
Vue sur les gradins rénovés et le couloir de service.

La deuxième galerie, plus large, comporte de chaque côté huit cellules où étaient déposés les cages des animaux et les cadavres de gladiateurs tués. L'aération et l'éclairage se font par une ouverture de la partie centrale, à laquelle on accède par des rampes douces et qui était couverte d'un plancher amovible durant les jeux. On y trouvait aussi un puits pourvoyant aux besoins en eau du monument, en particulier des pièces souterraines. De manière plus générale, la facilité de circulation et d'accès direct aux gradins par des escaliers intégrés aux substructures participent à faire de l'amphithéâtre d'El Jem l'un des mieux étudiés et apportent une réponse optimale à sa destination. On peut encore y voir un système très élaboré de récupération et de canalisations des eaux de pluie ainsi que de citernes pour l'alimentation hydrique du bâtiment mais aussi de l'ensemble de la cité.
L'eau qui tombait sur les gradins aboutissait à un canal collecteur d'eau qui possédait des espaces de visite à une distance régulière ; les installations de stockage d'eau se situaient à environ cent mètres de l'amphithéâtre,.

Éléments de l'arène
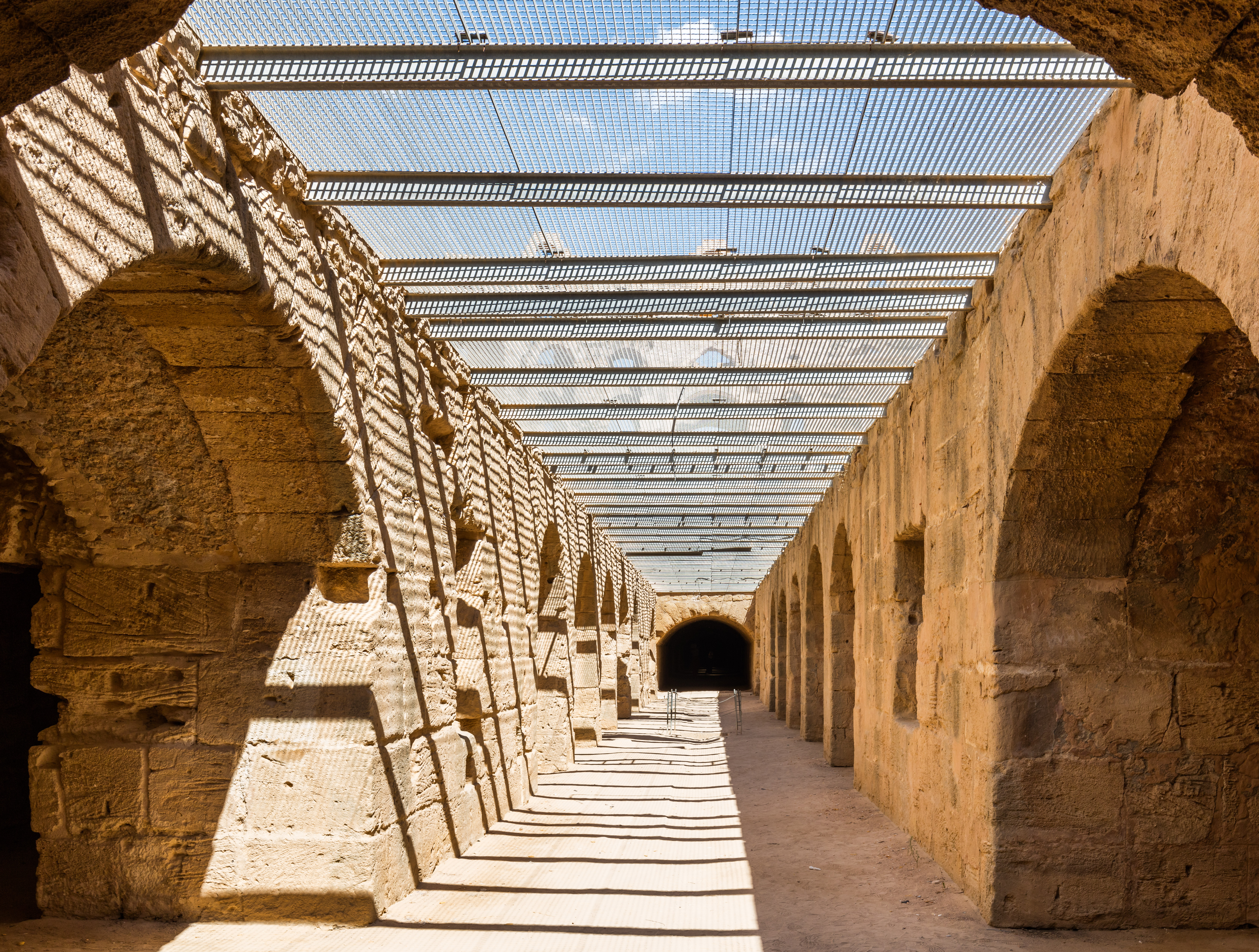
Vue de la galerie avec les cellules.
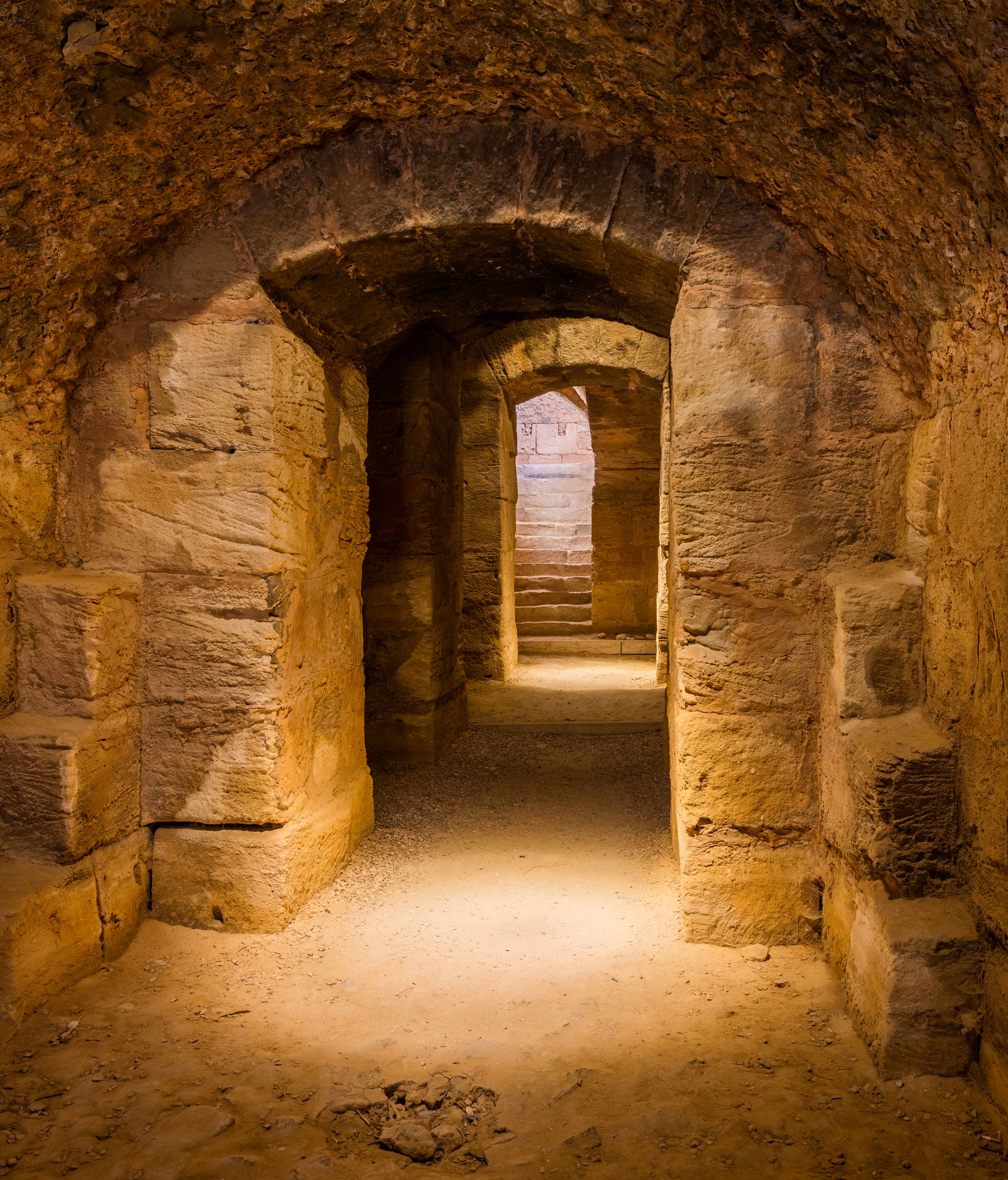
Hypogée.
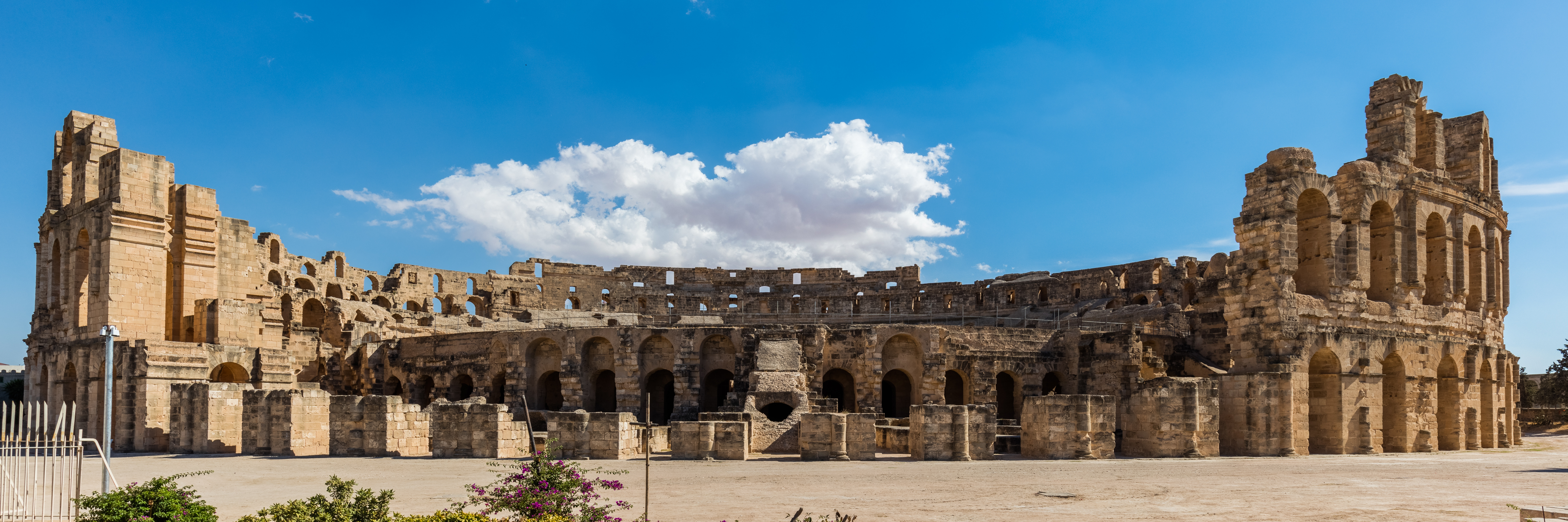
Structure de la façade.
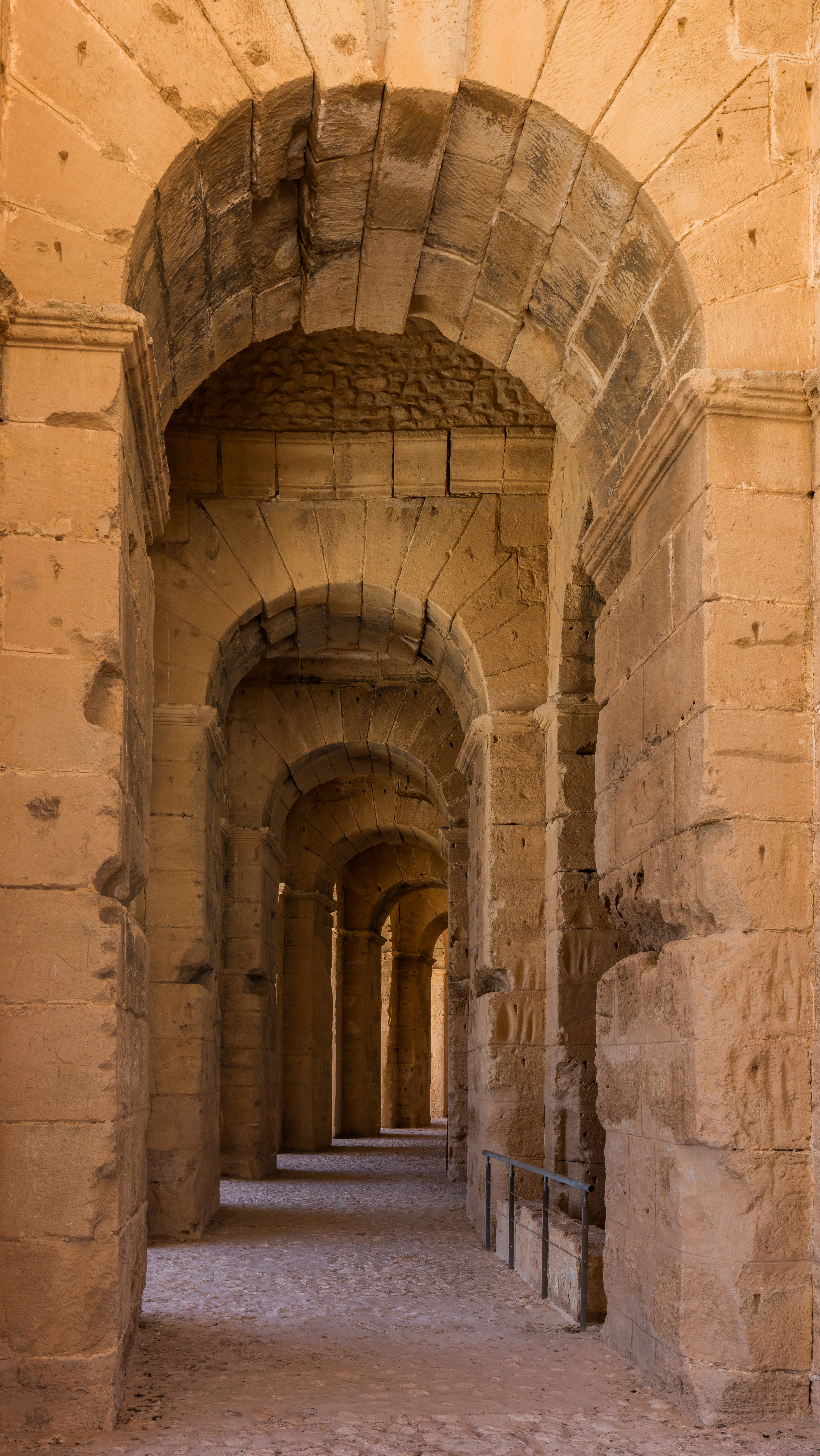
Coursives intérieures.

## Jeux de l'amphithéâtre à Thysdrus

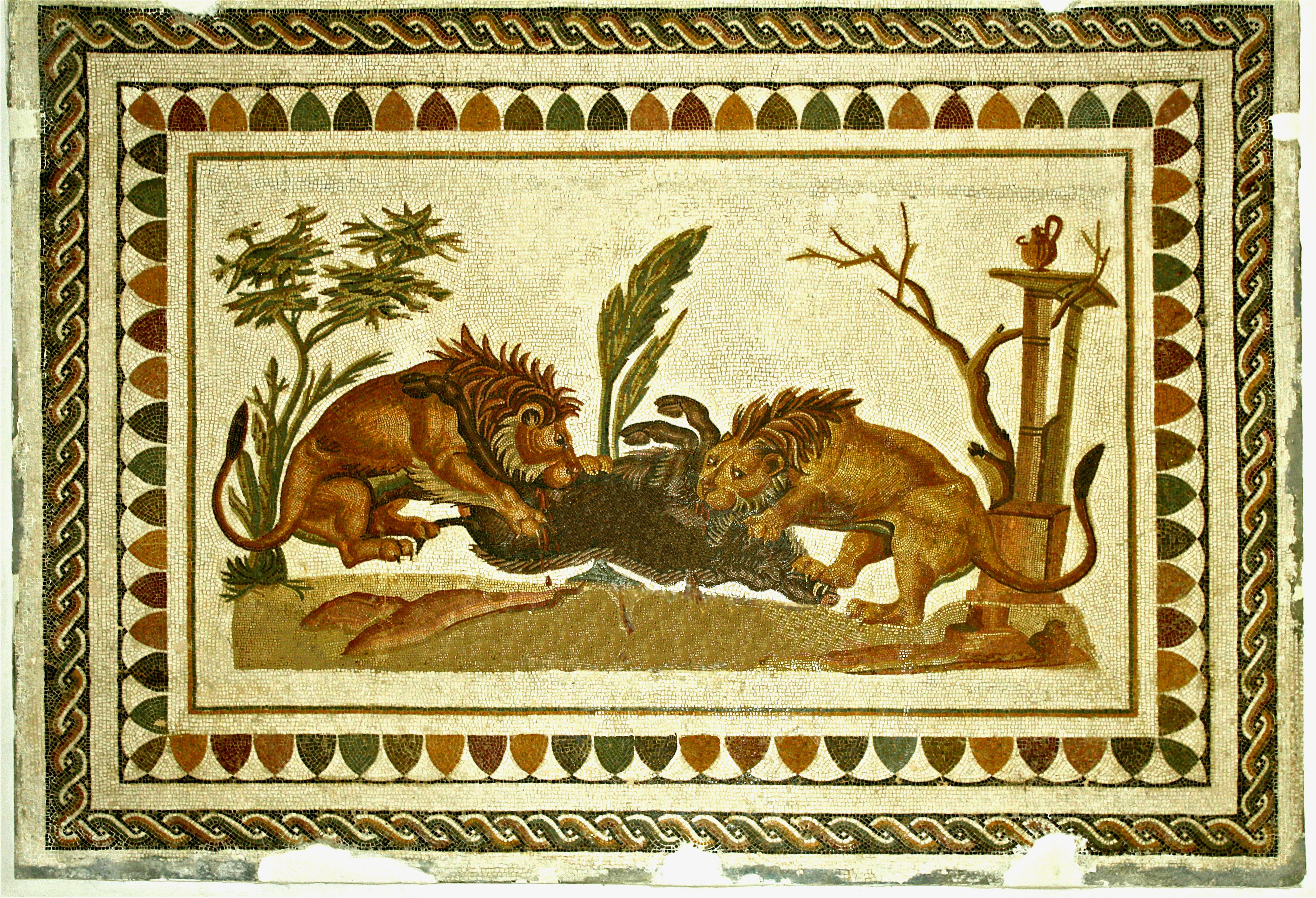
Lions dévorant un sanglier, mosaïque de lutte entre animaux exposée au musée archéologique d'El Jem, 2.30 m sur 1.60 m, milieu du IIe siècle.

Outre les amphithéâtres, la cité possédait un théâtre et un cirque, qui n'ont pas encore été fouillés à ce jour. La parure monumentale de la cité permettait la diffusion des loisirs appartenant au mode de vie romain : les archéologues ont ainsi retrouvé de nombreuses représentations des jeux de l'amphithéâtre dans l'habitat privé, en particulier dans les mosaïques. Pour Hédi Slim, les trois amphithéâtres thysdritains témoignent d'un « engouement permanent pour les jeux ». Même si la présence d'Italiens permet d'expliquer la précocité de l'installation d'un tel monument en ce lieu, l'adhésion des populations locales a pu s'exprimer notamment au travers des goûts pour certains types de spectacles, ceux qui mettaient aux prises des animaux sauvages dénommés venationes et dans une moindre mesure ceux qui opposaient des gladiateurs. Les animaux sont figurés comme éléments de détail mais aussi parfois comme sujet principal : des combats sont illustrés par deux mosaïques découvertes dans la « Maison de la procession dionysiaque », celle des Lions dévorant un sanglier et celle du Tigre attaquant des onagres.
Les restitutions de chasse pouvaient être aussi de simples simulations de capture des animaux sauvages avec, dans les mains des prétendus chasseurs, des armes fictives. L'amphithéâtre pouvait également servir de lieu de supplice des condamnés à mort livrés aux bêtes, comme le montre une mosaïque du musée archéologique d'El Jem.

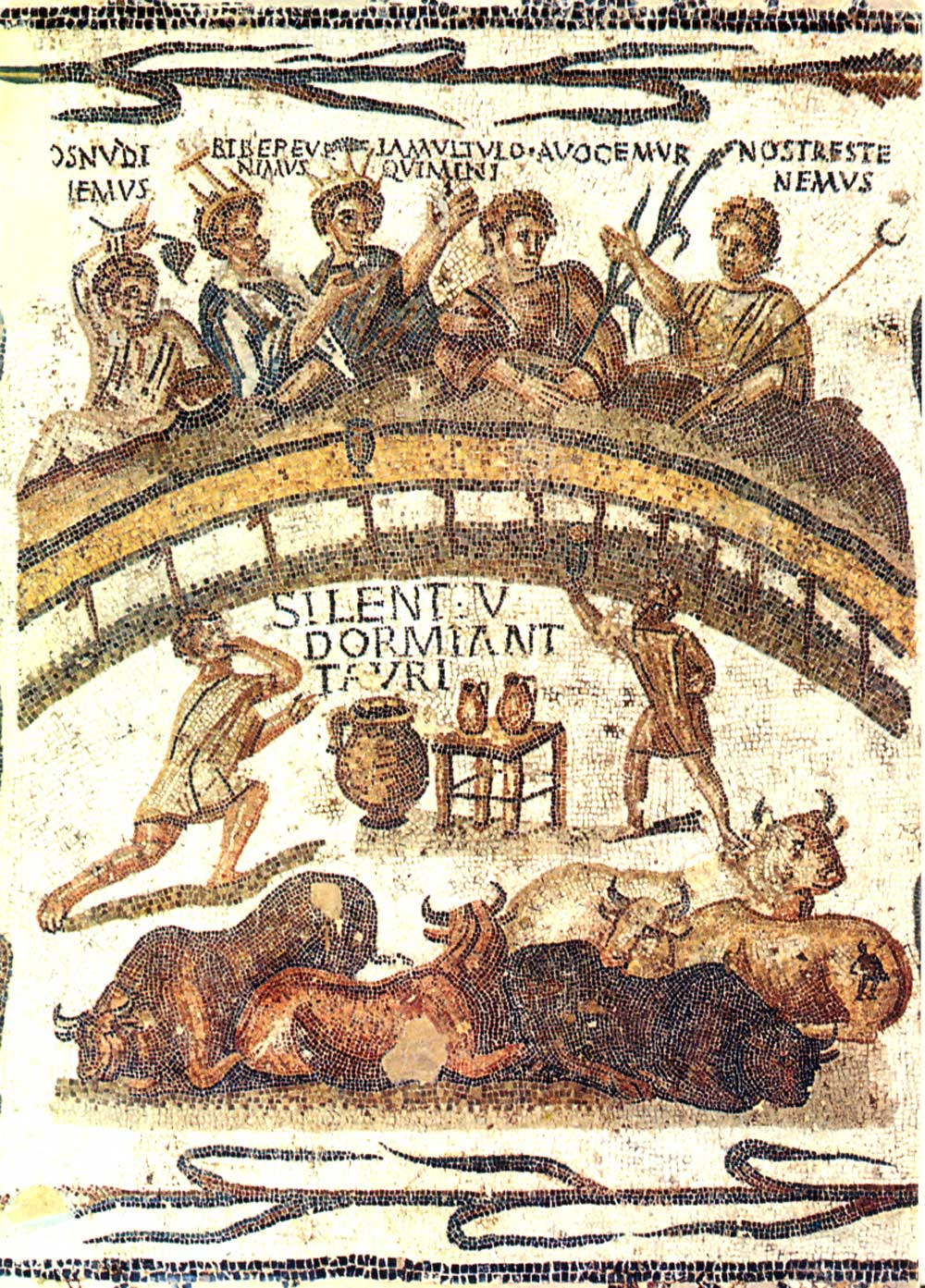
Bestiaires festoyant dans l'arène, mosaïque de Thysdrus au musée national du Bardo.

Le grand amphithéâtre n'a pas servi à l'organisation de naumachies, du fait de la difficulté d'approvisionnement en eau de la région et de l'absence d'étanchéité sans laquelle de telles démonstrations auraient pu être dangereuses pour l'édifice. L'amphithéâtre a permis de développer dans la cité de Thysdrus diverses associations professionnelles dénommées sodalités, qui possédaient des animaux qu'elles mettaient à disposition des organisateurs de jeux contre rémunération. Une telle concurrence a pu générer des tensions dans la ville antique. La mosaïque dénommée bestiaires festoyant dans l'arène, datée du IIIe siècle et exposée au musée national du Bardo, a été rapprochée de cette présence des sodalités : des convives sont autour d'une table, devant eux se trouvent des personnages, sans doute des domestiques, dont l'un dit Silentiu(m) dormant tauri (« Silence ! Les taureaux dorment ») ; au premier plan des taureaux sont allongés. Ces convives ont divers symboles à leurs côtés. La discussion est bruyante et aboutit au réveil de certains des taureaux qui portent tous des symboles sur leur croupe.

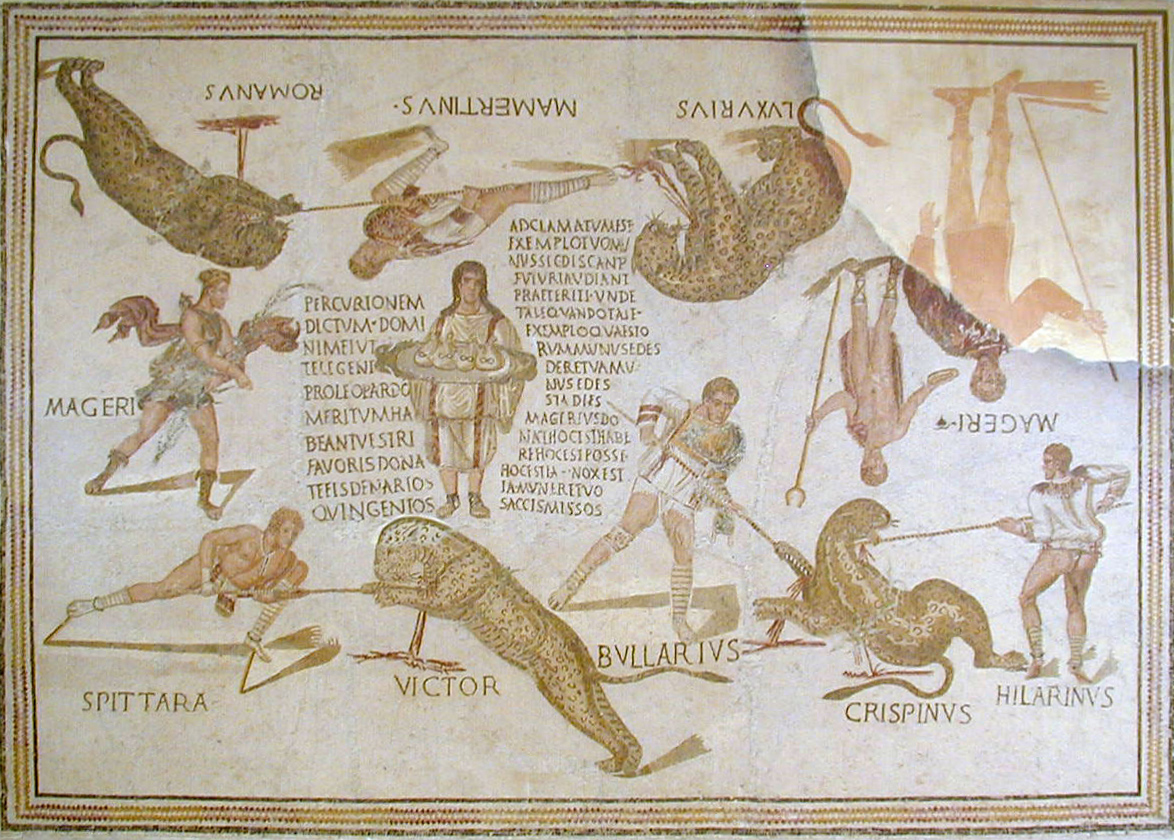
Mosaïque de Smirat au musée archéologique de Sousse avec des scènes de combats entre hommes et animaux, 225-250 apr. J.-C.

La mosaïque de la chasse à l'amphithéâtre de Smirat, datée des années 235-250 (voire 240-250) selon Azedine Beschaouch, est un document exceptionnel sur le même sujet : des chasseurs y sont figurés au moment où des léopards s'effondrent alors qu'un texte explique que le dernier moment du spectacle est celui du paiement des festivités ; un héraut demande 500 deniers par léopard qu'un dénommé Magerius paye après avoir été sollicité par la foule. Il débourse le double de la somme demandée, soit 4 000 deniers ; cet évergétisme témoigne en quelque sorte d'une imitation de ce qui se passe à Rome dans la procédure des jeux questoriens.
L'argent est versé aux Telegenii, un groupe organisateur connu comme sodalité par d'autres documents, qui avaient pour symbole un croissant sur hampe figuré sur la mosaïque et pour divinité protectrice Dionysos.
Un certain nombre d'autres sodalités exerçaient leur activité dans l'Afrique romaine, avec des emblèmes et des divinités tutélaires diverses. Les sodalités avaient une organisation complexe et, outre le rôle d'organisation de spectacles, elle pouvait orchestrer des obsèques et avoir un rôle économique dont celui d'exportateur d'huile d'olive, voire d'armateur et donc des activités lucratives.

### Ouvrages sur l'amphithéâtre et les sodalités
- Azedine Beschaouch, « La mosaïque de chasse à l'amphithéâtre découverte à Smirat en Tunisie », CRAI, vol. 110, no 1,‎ 1966, p. 134-157 (lire en ligne). .
- Azedine Beschaouch, « Nouvelles observations sur les sodalités africaines », CRAI, vol. 129, no 3,‎ 1985, p. 453-475 (lire en ligne). .
- Azedine Beschaouch, « Nouvelles recherches sur les sodalités de l'Afrique romaine », CRAI, vol. 121, no 3,‎ 1977, p. 486-503 (lire en ligne). .
- Jean-Claude Golvin, L'amphithéâtre romain : essai sur la théorisation de sa forme et de ses fonctions, Paris, De Boccard, 1988, 458 p. .
- Jean-Claude Golvin et Christian Landes, Amphithéâtres et gladiateurs, Paris, Éditions du Centre national de la recherche scientifique, 1990, 237 p. (ISBN 978-2-87682-046-3). .
- Hédi Slim, « La sauvegarde et la mise en valeur du grand amphithéâtre d'El Jem », Africa, vol. X,‎ 1988, p. 325-358.
- Hédi Slim, « Les amphithéâtres d'El-Jem », CRAI, vol. 130, no 3,‎ 1986, p. 440-469 (lire en ligne). .
- Hédi Slim et Mustapha Khanoussi, « Trois grandes opérations archéologiques », dans La Tunisie, carrefour du monde antique, Dijon, Faton, 1994. .
- Il était une fois... Le « Colisée » d'El Jem ou Thysdrus de 46 av. J.C. à l'an 800, Tunis, Alyssa, 1992.

### Ouvrages généraux
- Claude Briand-Ponsart et Christophe Hugoniot, L'Afrique romaine : de l'Atlantique à la Tripolitaine, 146 av. J.-C. - 533 apr. J.-C., Paris, Armand Colin, 2005, 576 p. (ISBN 978-2-200-26838-1).
- Paul Corbier et Marc Griesheimer, L'Afrique romaine : 146 av. J.-C. - 439 apr. J.-C., Paris, Ellipses, 2005, 432 p. (ISBN 978-2-7298-2441-9).
- Jean-Claude Golvin, L'Antiquité retrouvée, Paris, Errance, 2003, 192 p. (ISBN 978-2-87772-266-7). .
- Christophe Hugoniot, Rome en Afrique : de la chute de Carthage aux débuts de la conquête arabe, Paris, Flammarion, 2000, 352 p. (ISBN 978-2-08-083003-6).
- André Laronde et Jean-Claude Golvin, L'Afrique antique, Paris, Taillandier, 2001, 224 p. (ISBN 978-2-235-02313-9).
- Yann Le Bohec, Histoire de l'Afrique romaine : 146 avant J.-C.-439 après J.-C, Paris, Picard, 2005, 286 p. (ISBN 978-2-7084-0751-0).
- Ammar Mahjoubi, Villes et structures de la province romaine d'Afrique, Tunis, Centre de publication universitaire, 2000, 271 p. (ISBN 978-9973-937-95-7). .
- Guillemette Mansour, Tunisie : musée à ciel ouvert, Tunis, Dad, 2007, 118 p. (ISBN 978-9973-51-213-0 et 9973-51-213-8) (deuxième édition).
- Hédi Slim, El Jem, l'antique Thysdrus, Tunis, Alif, 2007. .
- Hédi Slim et Nicolas Fauqué, La Tunisie antique : de Hannibal à saint Augustin, Paris, Mengès, 2001, 259 p. (ISBN 978-2-85620-421-4). .
- Mohamed Yacoub, Splendeurs des mosaïques de Tunisie, Tunis, Agence nationale du patrimoine, 1995, 421 p. (ISBN 9973-917-23-5). .
- Collectif, La Tunisie, carrefour du monde antique, Dijon, Faton, coll. « Les dossiers d'archéologie » (no 200), 1994, 135 p. (ISBN 978-2-87844-020-1). .
- Collectif, L'Afrique romaine, 69-439, Neuilly-sur-Seine, Atlande, 2006, 383 p. (ISBN 978-2-35030-002-3). .